# ТЕС Такораді
ТЕС Такораді — теплова електростанція на південному заході Гани, розташована неподалік узбережжя Гвінейської затоки біля портового міста Секонді-Такораді.
У 1997—1999 роках на схід від Такораді у районі Абоадзе ввели в експлуатацію першу чергу ТЕС (станція Т1), яка складалася з парогазового блоку комбінованого циклу. В його складі встановили три турбіни однакової потужності по 110 МВт: дві газові компанії General Electric типу Frame 9E та одну парову. За рік поряд запустили другу чергу, соінвестором якої нарівні з державною Volta River Authority виступила компанія з емірату Абу-Дабі TAQA Energy. Станція Т2 складалася з двох встановлених на роботу у відкритому циклі газових турбін — таких саме, як у блоці Т1. Для охолодження всього цього обладнання використовувалась морська вода з Гвінейської затоки, а постачання необхідних для роботи нафтопродуктів провадилось через трубопровід довжиною 4,5 км від офшорного розвантажувального пункту.
Подальше зростання енергоспоживання в Гані викликало потребу в нарощуванні потужностей станції. Так, у 2015-му чергу Т2 перевели на роботу в комбінованому циклі, встановивши парову турбіну, що живиться через котли-утилізаторри від зазначених вище двох газових турбін. Загальна потужність нового блоку при цьому досягла 330 МВт.
А в 2013 році на майданчику ТЕС встановили ще два парогазові блоки загальною потужністю 132 МВт. Кожен з них складався з двох газових турбін GT25000 виробництва української компанії Зоря-Машпроект, які доповнювала парова турбіна потужністю 17,2 МВт. Проте вже протягом кількох місяців після запуску газові турбіни вийшли з ладу та потребували заміни «гарячої частини». Можливою причиною стало використання сирої нафти, при цьому VRA стверджує, що отримало запевнення підрядника щодо можливості застосування цього палива. Станом на 2016 рік Т3 залишалась непрацездатною, а частина її інфраструктури була використана для роботи ТЕС AMERI.
Також можна відзначити, що з 2010-го почав працювати Західно-Африканський газопровід, який постачає нігерійський природний газ, при цьому кінцевою точкою його маршруту було саме Такораді. Це дало змогу перевести станцію на використання блакитного палива, втім, через традиційний у ті часи саботаж на об'єктах нафтогазової сфери Нігерії, поставки були нестабільними. Ситуація стабілізувалася з початком у 2015 році подачі природного газу місцевого видобутку з родовища Джубілі, для чого проклали газопровід Атуабо – Абоадзе.